# Serhetabat
Serhetabat (anciennement Guşgy en turkmène, Kouchka en russe) est une petite ville de la province de Mary au Turkménistan, localisée dans la vallée du Kouchk. Sa population s'élevait à 5 200 habitants en 1991. Elle fait face à la ville de Torghundi (en) située en Afghanistan, avec laquelle elle est connectée par une route et par une voie ferrée d'écartement de 1 520 mm.

## Histoire
En 1885, la région de Serhetabat, qui faisait alors partie de l'Afghanistan, est prise par les Russes à la suite de l'incident du Panjdeh (également nommé bataille de Kouchka), où environ 600 soldats afghans sont submergés par 2 500 Russes.
La ville est fondée en 1890 et sert alors d'avant-poste militaire russe. Une voie ferrée locale, issue du Transcaspien et partant de Merv est inaugurée le 1er mars 1901, ce qui suscite une certaine attention à l'international.
Au sud de la ville, une pointe territoriale, qui s'avance dans la vallée du Kouchk, marque l'extrémité sud du Turkménistan et était le point le plus sud de l'empire russe puis de l'Union soviétique. Une croix de pierre de 10 m est installée afin de célébrer le tricentenaire de la maison Romanov en 1913.

## Transport
L'ancienne voie large ferrée soviétique passe en Afghanistan juste après la station, Torghundi étant la station terminus de l'autre côté de la frontière. Elle est construite en 1960[réf. nécessaire]. En 2007, cette ligne est remise en état d'usage.

## Climat
Serhetabat possède un climat semi-aride (BSh dans la classification de Köppen), avec des hivers froids et des étés très chauds. De l'automne au printemps, le temps est très variable, avec des températures très changeantes et des précipitations modérées. Cette situation est exacerbée par la situation en cul-de-sac de la ville vis-à-vis des montagnes afghanes et iraniennes situées au sud, qui bloquent les perturbations en provenance du nord. À l'inverse, l'été est très monotone, chaud et parfaitement sec, dominé par l'anticyclone.
| Mois                                                            | jan.         | fév.         | mars         | avril       | mai         | juin        | jui.        | août        | sep.        | oct.         | nov.       | déc.         | année        |
| --------------------------------------------------------------- | ------------ | ------------ | ------------ | ----------- | ----------- | ----------- | ----------- | ----------- | ----------- | ------------ | ---------- | ------------ | ------------ |
| Température minimale moyenne (°C)                               | −0,8         | 0,4          | 4,9          | 9,8         | 13,7        | 17,7        | 19,8        | 17,6        | 12          | 6,8          | 3,5        | 0,8          | 8,9          |
| Température minimale moyenne la plus basse (°C) année du record | −33,8 (1905) | −27,7 (1972) | −19,6 (1937) | −5,5 (1945) | −0,8 (1989) | 4,1 (1924)  | 9,7 (1923)  | 5,5 (1907)  | −3,7 (1924) | −10,5 (1908) | −19 (2016) | −27,1 (2012) | −33,8 (1905) |
| Température moyenne (°C)                                        | 3,7          | 5,4          | 10           | 16,1        | 22          | 27,2        | 29,3        | 27,2        | 21,3        | 14,9         | 10         | 5,6          | 16,1         |
| Température maximale moyenne (°C)                               | 9,7          | 11,7         | 16,6         | 23,5        | 30,1        | 35,2        | 36,9        | 35,4        | 30,4        | 24,2         | 18,2       | 12           | 23,7         |
| Température maximale moyenne la plus haute (°C) année du record | 27,1 (1963)  | 31 (1928)    | 37,6 (2018)  | 37,8 (2000) | 42,3 (1944) | 47,6 (2005) | 45,3 (1998) | 43,5 (2004) | 43,4 (1996) | 38,6 (1998)  | 34 (2017)  | 31,5 (1915)  | 47,6 (2005)  |
| Ensoleillement (h)                                              | 135          | 132          | 156          | 210         | 323         | 371         | 384         | 365         | 314         | 265          | 186        | 136          | 2 977        |
| Précipitations (mm)                                             | 52           | 51           | 78           | 38          | 13          | 0,6         | 0,1         | 0           | 0,7         | 4            | 17         | 43           | 297          |
| Nombre de jours avec précipitations                             | 7            | 9            | 11           | 7           | 3           | 0,3         | 0,1         | 0,1         | 0,3         | 2            | 5          | 7            | 52           |
| Humidité relative (%)                                           | 74           | 73           | 71           | 62          | 43          | 28          | 25          | 25          | 30          | 43           | 58         | 71           | 50           |
| Nombre de jours avec neige                                      | 5            | 6            | 2            | 0,3         | 0           | 0           | 0           | 0           | 0           | 0,1          | 1          | 3            | 17           |

| Diagramme climatique                                  |           |           |           |            |             |             |           |           |          |           |         |
| J                                                     | F         | M         | A         | M          | J           | J           | A         | S         | O        | N         | D       |
| 9,7−0,852                                             | 11,70,451 | 16,64,978 | 23,59,838 | 30,113,713 | 35,217,70,6 | 36,919,80,1 | 35,417,60 | 30,4120,7 | 24,26,84 | 18,23,517 | 120,843 |
| Moyennes : • Temp. maxi et mini °C • Précipitation mm |           |           |           |            |             |             |           |           |          |           |         |